# Xanthostemon retusus
Xanthostemon retusus là một loài thực vật có hoa trong Họ Đào kim nương. Loài này được Gugerli miêu tả khoa học đầu tiên năm 1940.